# В'яз гладкий

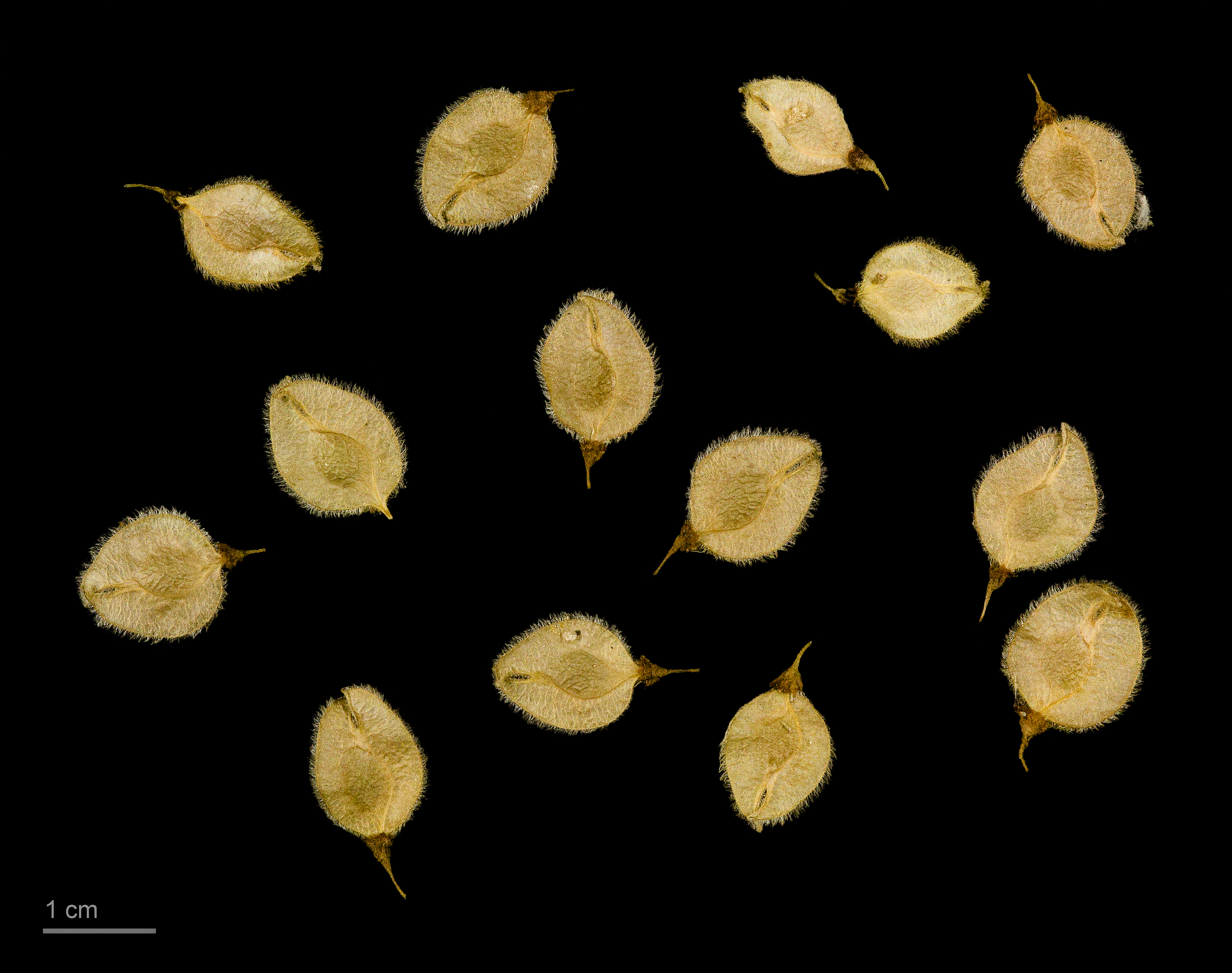
Ulmus laevis — Тулузький музей

В'яз гладкий, або європейський, білий (Ulmus laevis)  — дерево родини в'язових (Ulmaceae) (15—30 м заввишки) з товстим стовбуром, вкритим буро-коричневою корою. 
Молоді пагони червонувато-бурі, запушені, гілки тонкі, гладенькі, блискучі, бруньки гострі, конічні.
Листки чергові, яйцеподібні або овальні (6—12 см завдовжки, 3,5 см завширшки), з нерівнобоко-серцеподібною основою, пилчасті, зверху голі, темно-зелені, зісподу світліші, запушені, бічні жилки не дають вилчастого розгалуження і закінчуються в зубцях.
Квітки двостатеві з коричнюватою, простою, дзвоникуватою, восьмилопатевою оцвітиною (до 8—11 мм у діаметрі) на довгих (до 2 см) квітконіжках. Тичинок 6—8, пиляки темно-фіолетові, зав'язь верхня.
Плід — горішок, оточений крилоподібним виростом. Крилатка (12—16 мм завдовжки) округла або овальна, у верхній частині виїмчаста, по краю війчаста, плодоніжка довга, у 2—5 разів перевищує плід. Горішок розміщений у центрі крила.
В'яз гладкий входить до складу дубово-широколистяних лісів, особливо часто росте на узліссях і галявинах. Солевитривала, світлолюбна рослина. Квітне у квітні — червні.
В'язи поширені по всій Україні, особливо в Лісостепу і степу, де і зосереджені райони їх заготівель. Усі в'язи культивують; в останні десятиріччя їх запаси зменшились внаслідок поширення грибних хвороб (голландська хвороба ільмових).
Найтовстіший, і, ймовірно, найдавніший зразок цього виду росте в Польщі, та носить назву В'яз Відьмак.